# Coly Seck
Coly Seck (* 18. April 1973 in Thiès) ist ein senegalesischer Diplomat. Er war 2019 Präsident des UN-Menschenrechtsrates.

## Leben
Coly Seck war von November 2004 bis Dezember 2010 bei der Mission of Senegal im Hauptquartier der Vereinten Nationen in New York für die Bereiche Politik, Abrüstung, Frieden und internationale Sicherheit verantwortlich. Von Januar 2011 bis Januar 2012 war er Leiter des Kabinetts des senegalesischen Außenministers der Direktor der Abteilung Afrika / Asien im gleichen Ministerium.  Von Februar 2012 bis Oktober 2012 war er Direktor für internationale Organisationen im Außenministerium. Coly Seck ist seit November 2012 Direktor des Kabinetts des senegalesischen Außenministers. Er ist seit Oktober 2016 Botschafter und Ständiger Vertreter Senegals beim Europäischen Büro der Vereinten Nationen. 
Auch ist Seck Ständiger Vertreter Senegals bei der Welthandelsorganisation. In diesem Amt übergab er unter anderem die Urkunde über die Zustimmung Senegals zum Übereinkommen über Fischereisubventionen an die Generaldirektorin Okonjo-Iweala.
Er ist Vater von drei Kindern.